# Bob Marley Museum
Het Bob Marley Museum is een museum in Kingston, Jamaica, dat gewijd is aan de reggaemuzikant Bob Marley. Het is gevestigd in het vroegere huis van Marley, op 56 Hope Road, Kingston 6.
Het gebouw was na 1973 de thuisbasis van het in 1970 door The Wailers opgerichte platenlabel Tuff Gong. In 1976 vond in het huis een mislukte moordaanslag op Bob Marley plaats. De uit Chicago afkomstige band 56 Hope Road ontleent zijn naam aan dit adres.